# Gole di Celano
Le gole di Celano, dette anche gole di Aielli-Celano, sono delle gole situate tra i territori comunali di Aielli, Celano e Ovindoli (AQ) in Abruzzo, all'interno del parco naturale regionale Sirente-Velino e che unitamente alla val d'Arano e alla Serra di Celano fanno parte dei siti di interesse comunitario dell'Abruzzo.

## Storia e descrizione

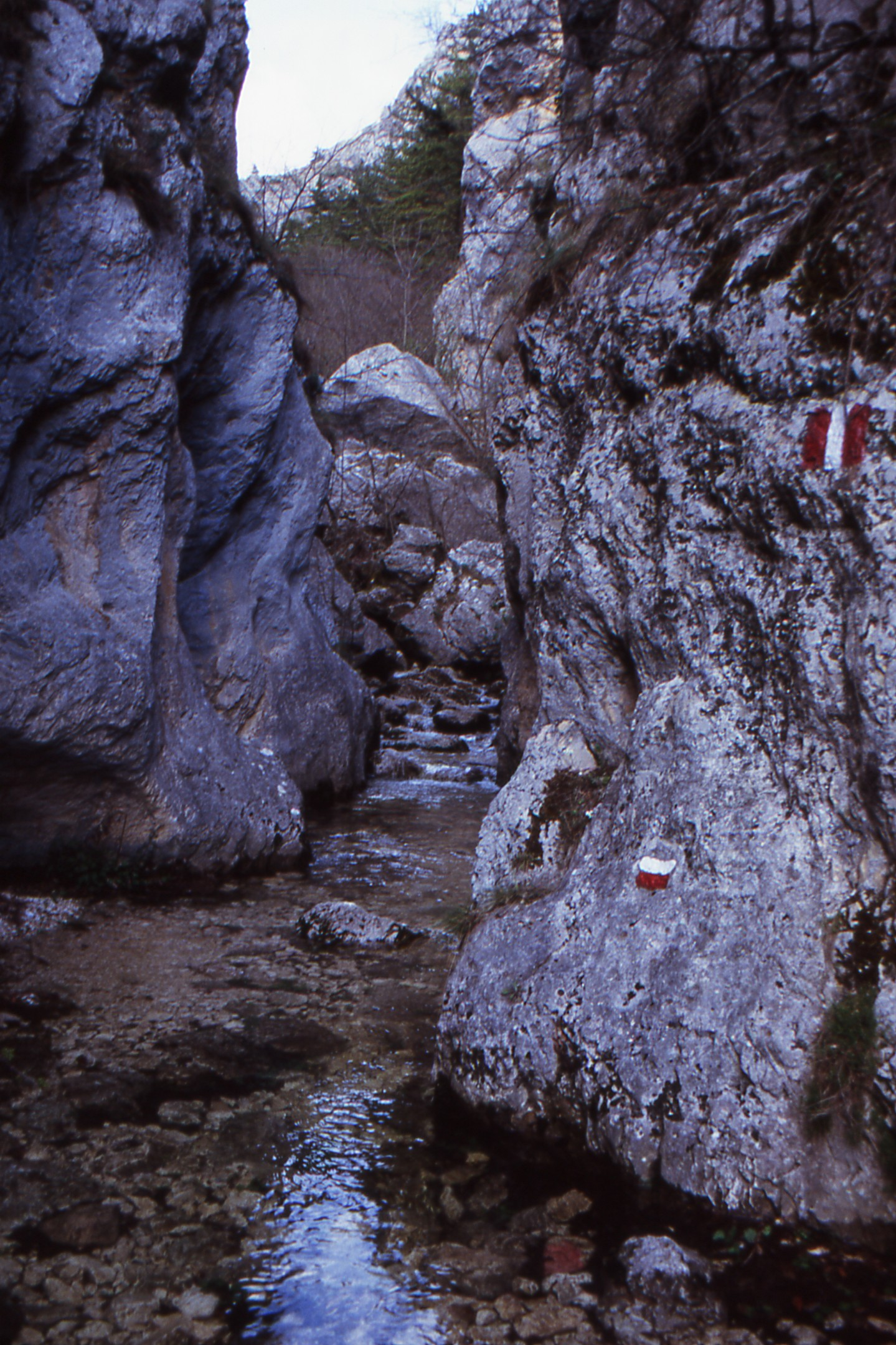
Veduta del torrente Rio La Foce e della forra

Le gole erano note nel Medioevo anche come "gole delle Foci" o "gole del Foce" per via del toponimo "Fauces" che identificava un antico centro fortificato, l'acropoli di "Rocca de Foce" dominante sull'ocre di "Caelanus", ma anche un'area boschiva e un torrente.
Sono scavate per più di quattro chilometri dal Rio La Foce che riceve le acque del torrente della val d'Arano, il Rio Santa Jona, attraverso delle suggestive cateratte; il Rio La Foce a sua volta confluisce nei canali artificiali della sottostante piana del Fucino.
Esse separano il gruppo montuoso del Sirente (2348 m s.l.m.) e il monte Tino ("Serra di Celano", 1923 m s.l.m.). L'imbocco delle gole si trova a ridosso della val d'Arano, queste si addentrano tra i rilievi della Revecena, Savina, Serra dei Curti, Etra e della Defenza, rappresentando un importante fenomeno d'erosione dell'Appennino centrale. Il dislivello varia tra i 1330 m s.l.m. dell'apice settentrionale e i 500 m s.l.m. del versante fucense. 
L'accesso alle gole della località Bocca di Castelluccio di Aielli è situato a circa 900 m s.l.m.; il toponimo richiama un incastellamento dell'XI-XII secolo noto in passato come "Castelluccio di Foce", raggiungibile da un sovrastante sentiero di epoca romana. Un'insenatura nei pressi della pineta, quasi in fondo al percorso accedendo da Aielli o Celano, porta alla Fonte degli innamorati, una piccola e suggestiva cascata d'acqua situata a 1029 m s.l.m.
Le pareti rocciose misurano, nella zona più profonda, quasi 200 metri di altezza. La larghezza media della gola è di circa 5-6 metri, con strettoie che non superano i tre metri. Le gole sono transitabili e visitabili da escursionisti sia in salita, provenendo da Aielli o da Celano, sia in discesa da Ovindoli accedendo dalla val d'Arano.
Nei pressi della forra si trovano i resti dell'eremo aiellese di San Marco ai Casaleni e del monastero di San Marco che, non distante dalla val d'Arano e precedentemente dedicato a Santa Maria Intra Fucem, fu custodito fino alla fine del XIV secolo dai monaci celestini, discepoli di Pietro da Morrone, fino al loro trasferimento nella chiesa celanese di San Michele Arcangelo donata alla congregazione dai Berardi conti di Celano.